# Spider-Man (videojuego de 1982)
Spider-Man es un videojuegos de acción de desplazamiento lateral protagonizado por el superhéroe de Marvel Comics Spider-Man, que se enfrenta a su némesis, el Duende Verde, para evitar que exploten sus bombas. El juego fue desarrollado por la programadora Laura Nikolich y lanzado en 1982 por Parker Brothers para la Atari 2600. No sólo fue el primer juego protagonizado por Spider-Man, sino también la primera adaptación a videojuego de Marvel Comics. Spider-Man recibió críticas favorables y fue un éxito comercial, alcanzando el Billboard Christmas top del año de su lanzamiento.

## Jugabilidad
Spider-Man es un videojuegos de acción de desplazamiento lateral en el que el jugador controla a Spider-Man trepando a lo alto de un edificio con su telaraña para desactivar las bombas colocadas por el supervillano Duende Verde. El superhéroe puede moverse en vertical o en diagonal. En muchas plantas del edificio hay delincuentes que se desplazan de una ventana a otra. En el camino hacia su objetivo, Spider-Man consume telaraña orgánica, cuya cantidad se refleja en una escala en la parte inferior derecha de la pantalla; cuando se agota por completo, Spider-Man cae al suelo, haciendo que el usuario gaste una de las vidas del juego. La escala se repone tras cada desarme de un enemigo y una bomba; poco antes de la explosión, las bombas cambian de color, de negro a rojo, y el jugador obtiene más puntos por desarmar estas últimas. Spider-Man necesita tocar al criminal para neutralizarlo, pero puede adelantarse y cortar la telaraña, en cuyo caso tiene la oportunidad de conseguir un segundo disparo contra el edificio. En la azotea del edificio, Spider-Man lucha contra el Duende Verde, que previamente ha instalado una «superbomba»: su cuenta atrás se activa tras desarmar a un determinado número de enemigos o bombas; el superhéroe debe desactivar la bomba en el tiempo asignado antes de que explote y pierda una de sus vidas. Tras derrotar al supervillano y neutralizar la superbomba, comienza el siguiente nivel, que puede tener más Duendes Verdes, edificios más altos y enemigos en movimiento, o un suministro de telarañas que se agota rápidamente.

## Trama
En la historia, Spiderman libera a Norman Osborn de los efectos de la fórmula del Duende, tras lo cual es encarcelado. Pronto, Ozborn inicia un motín en la prisión y escapa a la libertad. Vuelve a su alter ego el Duende Verde y decide volar el Empire State Building. Al enterarse, Spiderman va en busca del Duende para impedir que utilice su nueva creación, la «superbomba». En su camino hacia el supervillano, se enfrenta a los criminales que ha contratado.

## Desarrollo y lanzamiento
El desarrollo del juego comenzó en junio de 1982, después de que la diseñadora de juegos Laura Nikolich conociera a empleados de Parker Brothers en una feria de empleo. Estos quedaron impresionados por la habilidad de Nikolic para escribir código en lenguaje ensamblador, así que la invitaron a una entrevista. En 1981 se incorporó a la división especializada en juegos de ordenador de la empresa, recibió el encargo de crear un proyecto basado en los cómics de la editorial estadounidense Marvel Comics sobre el superhéroe Spiderman. Nikolic tenía pleno control creativo sobre el juego y no interactuaba con los representantes del editor.
Originalmente, los desarrolladores querían que la cámara del juego estuviera en un lateral, pero debido a las limitaciones técnicas de la plataforma Atari 2600, se vieron obligados a añadir una vista aérea, así como a limitar las habilidades de Spider-Man: el superhéroe sólo podía balancearse sobre la telaraña, sin capacidad para arrastrarse por los edificios. La web se creó utilizando el algoritmo DDA-line. Nikolic eligió al Duende Verde como antagonista del proyecto porque se movía con un algoritmo similar al del protagonista, lo que simplificaba la programación.
Spider-Man se estrenó en noviembre de 1982 al cabo de seis meses de desarrollo. También se creó una versión para la consola Magnavox Odyssey², que finalmente no salió a la venta. Como parte de la promoción del juego, los representantes de Parker Brothers lanzaron varios anuncios en los que aparecían actores disfrazados de Spiderman y del Duende Verde.

## Recepción y legado
Spider-Man fue un gran éxito comercial, alcanzando el primer puesto de la lista Billboard de Navidad el año de su estreno. Mark Trost de Electronic Fun with Computers & Games otorgó al juego una puntuación de 3 sobre 4; el crítico criticó su parecido con el juego arcade de 1980 Crazy Climber, pero también alabó los disparos y el balanceo a través de la red, y calificó el proyecto en sí de «desafiante, visualmente aceptable y, en última instancia, adictivo».
Nikolic declaró que estaba satisfecha con el resultado final, ya que «lo hice lo mejor que pude con lo que tenía»; la diseñadora de juegos también señaló: «No se puede comparar con los juegos de hoy en día, pero fue [mi] primer juego para consola doméstica, del que estoy muy orgullosa». Con el lanzamiento del juego, Spider-Man se convierte en el segundo superhéroe de cómic, tras Superman con su proyecto homónimo, en conseguir una adaptación a videojuego. Después de trabajar en Spider-Man, Nikolic desarrolló un juego basado en la franquicia Care Bears para Atari 2600, que nunca llegó a publicarse, y un port de Frogger II: Threeedeep! para ColecoVision.
Una versión del Duende Verde de Spider-Man hace un cameo en la película de animación de 2023 Spider-Man: Across the Spider-Verse como uno de los presos de la Sociedad Araña de Miguel O'Hara.